# Emek Hefer
Le conseil régional d'Emek Hefer, en hébreu : מועצה אזורית עמק חפר, est situé dans la plaine de Sharon, à proximité d'Hadera et de Netanya, dans le district centre en Israël. Sa population s'élève, en 2016, à 41 894 habitants.

## Histoire

### Le village de Palestine mandataire
Emek Hefer est le nom hébreu du village arabe palestinien Wadi al Hawarith (ar) (arabe : وادي الحوارث).
Dans les années 1920 le terrain appartenait à la famille chrétienne d'origine libanaise Tayyan. Le Fonds National Juif l'acheta en 1929, avec une garantie apportée par des Canadiens sionistes d'un million de dollars ; les membres de la famille Tayyan étaient dispersés entre le Caire, Jaffa et Buenos Aires au moment de la vente. C'était le troisième territoire en superficie acquis en Palestine mandataire par le Fonds national juif, et un haut lieu de la culture des agrumes, qui avait par conséquent une grande valeur économique.
Des Bédouins y vivaient depuis un siècle ; malgré l'acte de vente ils refusèrent de quitter ce territoire. Le long combat juridique qui conduisit à l'expulsion des Bédouins en 1933 fut largement médiatisé et contribua à accroître le degré de mobilisation des associations palestiniennes.

### Le camp de transit après 1948
Un camp de transit (en hébreu ma'abara) accueillant principalement des juifs yéménites y a été établi peu après 1948. Il a été le théâtre d' émeutes et de heurts violents entre les résidents du camp et la police en octobre 1952, dont a rendu compte le journal Haaretz. Les relations tendues entre la ma'abara et les kibboutz voisins ont été la cause directe de l'intervention des forces de l'ordre, les raisons profondes tenant aux discriminations dont étaient victimes les juifs mizrahim (orientaux) en Israël.

## Liste des communautés
Kibboutzim
- Bahan
- Ein HaHoresh
- Guivat Haïm Ihoud
- Givat Haim (Meuhad) (en)
- HaMa'apil (en)
- HaOgen
- Ma'abarot (en)
- Mishmar HaSharon (en)
- Yad Hana (en)

Moshavim
- Ahituv (en)
- Avihayil (en)
- Be'erotayim (en)
- Beit HaLevi (en)
- Beit Herut (en)
- Beit Yanai
- Beit Yitzhak-Sha'ar Hefer (en)
- Bitan Aharon
- Bourgata
- Elyashiv (en)
- Gan Yoshiya (en)
- Geulei Teiman (en)
- Givat-Shapira
- Hadar Am
- Haniel (en)
- Havatzelet HaSharon
- Herev Le'et (en)
- Hibat Tzion (en)
- Hogla (en)
- Kfar-Haïm
- Kfar Haroeh (en)
- Kfar Monash (en)
- Kfar Vitkin (en)
- Kfar Yedidia (en)
- Mikhmoret (en)
- Olesh (en)
- Ometz (en)

Localités communautaires
- Bat Hen (en)
- Bat Hefer
- Beit Hazon (en)
- Hofit
- Shoshanat HaAmakim (en)
- Tzukei Yam (en)

Villages de jeunes
- Hadassah Neurim (en)
- Mevo'ot Yam (en)

## Source de la traduction
- (en) Cet article est partiellement ou en totalité issu de l’article de Wikipédia en anglais intitulé « Hefer Valley Regional Council » (voir la liste des auteurs).